# 埃爾克芒特鎮區 (北達科他州大福克斯縣)
埃爾克芒特鎮區（英語：Elkmount Township）是位於美國北達科他州大福克斯縣的一個鎮區。

## 地方資料
埃爾克芒特鎮區的面積為93.21平方千米，當中陸地面積為92.88平方千米，而水域面積為0.33平方千米。根據2020年美國人口普查的數據，當地共有人口40人，而人口密度為每平方千米0.43人。